# Tillandsia wuelfinghoffii
Tillandsia wuelfinghoffii là một loài thuộc chi Tillandsia. Đây là loài đặc hữu của México.